# Кровезаменитель
Кровезаменители — стерильные жидкости, замещающие кровь и плазму. Применяются в терапевтических целях для замещения крови при кровопотере с целью восстановления объёма циркулирующей крови. Разрабатываются кровезаменители (т. н. «искусственная кровь») для замещения таких функций крови, как, например, перенос кислорода к тканям.
Различают кристаллоидные и коллоидные кровезаменители. Кристаллоидные кровезаменители (солевые растворы) применяются для восстановления дефицита объема межклеточной жидкости, электролитного состава и кислотно-щелочного равновесия крови. Простейшим кристаллоидным кровезаменителем является изотонический раствор 0,9 % натрия хлорида, широко известный как физраствор. Более сложными растворами являются солевые растворы, приближенные по ионному составу к плазме крови, содержащие, кроме натрия хлорида, калия хлорид, кальция хлорид, магния хлорид, а также соли молочной, уксусной и яблочной кислоты, обладающие буферными свойствами (раствор Рингера, Рингера-Лактат, Рингера-Ацетат).
Коллоидные кровезаменители, характеризующиеся длительной циркуляцией, изготавливаются на основе декстрана, желатина, гидроксиэтилированного крахмала и полиэтиленгликоля. К естественным коллоидным кровезаменителям относят свежезамороженную плазму и альбумин.
Существует несколько классификаций кровезаменителей, первая классификация была предложена А. Н. Филатовым в 1943 году. К 1958 году она была доработана И. Р. Петровым и Л. Г. Богомоловой, в 1969 году А. А. Багдасаровым, П. С. Васильевым, Д. М. Гроздовым была предложена еще одна классификация. И позднее, в 1972 году А. Н. Филатов предложил новую классификацию кровезаменителей в соавторстве с Ф. В. Баллюзеком в 1972 году. В 1973 году А. А. Багдасаровым была предложена еще одна классификация по механизму лечебного действия, которая до сих пор имеет наибольшее практическое значение.